# 星鹿村
星鹿村（ほしかむら）は、長崎県北松浦郡にあった村。1941年に御厨村と合併し町制施行、新御厨町となった。
現在の松浦市星鹿町にあたる。

## 地理
北松浦半島の北西部に位置する。
- 半島：星鹿半島
- 山：城山
- 島嶼：青島、松島

## 沿革
- 1889年（明治22年）4月1日 - 町村制施行により、北松浦郡星鹿村が単独村制にて発足。
- 1941年（昭和16年）1月1日 - 御厨村と合併し町制施行。新御厨町が発足し、星鹿村は自治体として消滅。

## 地名
免を行政区域とする。星鹿村は1889年の町村制施行時に単独で自治体として発足したため、大字は無し。
- 青島免
- 北久保免
- 下田免
- 岳崎免
- 牟田免

## 名所・旧跡
- 刈萱城跡
- 姫神社遺跡

## 星鹿村出身の著名人
- 辻利平（洋画家）